# Округ Хаваји (Хаваји)
Округ Хаваји (хав. Hawaii) је округ у америчкој савезној држави Хаваји.

## Демографија
По попису из 2010. године број становника је 185.079, што је 36.402 (24,5%) становника више него 2000. године.
| Група             | 2000.          | 2010.          |
| Белци             | 44.223 (29,7%) | 57.831 (31,2%) |
| Афроамериканци    | 698 (0,5%)     | 1.020 (0,6%)   |
| Азијати           | 39.702 (26,7%) | 41.050 (22,2%) |
| Хиспаноамериканци | 14.111 (9,5%)  | 21.383 (11,6%) |
| Укупно            | 148.677        | 185.079        |